# Isodiscodina
Isodiscodina es un género de foraminífero bentónico considerado un sinónimo posterior de Asterocyclina de la familia Asterocyclinidae, de la superfamilia Nummulitoidea, del suborden Rotaliina y del orden Rotaliida. Su especie tipo era Orthophragmina pentagonalis. Su rango cronoestratigráfico abarca desde el Luteciense hasta el Bartoniense (Eoceno medio).

## Clasificación
Isodiscodina incluía a la siguiente especie:
- Isodiscodina pentagonalis †